# Іващенко Оксана Володимирівна
Оксана Володимирівна Іващенко (літературний псевдонім Мальва Кржанівська, нар. 1984 в Києві) — українська військовослужбовиця, поетеса, громадська діячка у сфері культури, нагороджена орденом Данила Галицького і відзнакою Головнокомандувача ЗСУ «Золотий хрест». 

## Життєпис
Є лідеркою мистецької творчої платформи «Творчий сектор».
Служила бійцем підрозділу аеророзвідки «Білий Вовк».
Станом на серпень 2023 — в аеророзвідці підрозділу спеціального призначення.

## Відзнаки
Нагороджена:
- Орденом Данила Галицького (2023).[3]
- Відзнакою Головнокомандувача Збройних сил України «Золотий хрест» (24 серпня 2023).